# Dorcadion atlantis
Dorcadion atlantis là một loài bọ cánh cứng trong họ Cerambycidae.